# Afroheriades dolichocephalus
Afroheriades dolichocephalus är en biart som först beskrevs av Heinrich Friese 1925.  Afroheriades dolichocephalus ingår i släktet Afroheriades och familjen buksamlarbin. Inga underarter finns listade i Catalogue of Life.